# Landtagswahlkreis Rendsburg
Der Landtagswahlkreis Rendsburg (Wahlkreis 10, bis 2012: 11) ist ein Landtagswahlkreis in Schleswig-Holstein. Seit der Landtagswahl 2022 wird er von Rixa Kleinschmit im schleswig-holsteinischen Landtag vertreten. Der Wahlkreis umfasst die Städte Büdelsdorf und Rendsburg sowie die Ämter Eiderkanal, Fockbek, Hohner Harde und Jevenstedt. Der Wahlkreis wurde insgesamt 30 Jahre (1979–2009) von dem Sozialdemokraten Günter Neugebauer, der bei acht Wahlen erfolgreich war, im Landtag vertreten. Er war jedoch der einzig siegreiche SPD-Bewerber, denn bei allen anderen Landtagswahlen seit Einrichtung des Wahlkreises 1971 gewannen CDU-Kandidaten das Mandat.

## Gebietsveränderungen
2009 umfasste der Wahlkreis lediglich die Städte Büdelsdorf und Rendsburg sowie die Ämter Fockbek und Jevenstedt.
2012 umfasste der Wahlkreis vom Kreis Rendsburg-Eckernförde die Städte Büdelsdorf und Rendsburg, die Ämter Fockbek, Jevenstedt, Hohner Harde, Mittelholstein und die Gemeinden Hohenwestedt, Hanerau-Hademarschen und Hohenwestedt-Land.
Zur Wahl 2017 kam das Amt Eiderkanal vom Landtagswahlkreis Eckernförde hinzu, während das Amt Mittelholstein zum Teil an den Landtagswahlkreis Rendsburg-Ost und zum Teil an den Landtagswahlkreis Steinburg-West gingen.

## Landtagswahl 2022
| Direktkandidat     | Partei           | Erststimme (gesamt) | Erststimme (in %) | Zweitstimme (gesamt) | Zweitstimme (in %) |
| ------------------ | ---------------- | ------------------- | ----------------- | -------------------- | ------------------ |
| Rixa Kleinschmit   | CDU              | 17.470              | 44,9              | 18.840               | 48,2               |
| Kai Dolgner        | SPD              | 7.533               | 19,4              | 6.000                | 15,4               |
| Lea Reimann        | GRÜNE            | 5.394               | 13,9              | 5.159                | 13,2               |
| Matthias Dobbrunz  | FDP              | 1.695               | 4,4               | 2.163                | 5,5                |
| Sven Chilla        | AfD              | 1.855               | 4,8               | 1.889                | 4,8                |
| Maximilian Reimers | LINKE            | 784                 | 2,0               | 529                  | 1,4                |
| Andreas Vollstedt  | SSW              | 3.339               | 8,6               | 3.052                | 7,8                |
| –                  | PIRATEN          | –                   | –                 | 123                  | 0,3                |
| Jim Schreiber      | FREIE WÄHLER     | 297                 | 0,8               | 179                  | 0,5                |
| –                  | Die Partei       | –                   | –                 | 356                  | 0,9                |
| Kjell Schmidt      | Z.               | 87                  | 0,2               | 47                   | 0,1                |
| Holger Thiesen     | dieBasis         | 461                 | 1,2               | 377                  | 1,0                |
| –                  | Die Humanisten   | –                   | –                 | 30                   | 0,1                |
| –                  | Gesundheitsf.    | –                   | –                 | 32                   | 0,1                |
| –                  | Tierschutzpartei | –                   | –                 | 240                  | 0,6                |
| –                  | Volt             | –                   | –                 | 65                   | 0,2                |

Rixa Kleinschmit, die ihrem seit 2009 amtierenden Parteifreund Hans Hinrich Neve nachfolgte, gewann erstmals den Wahlkreis. Außerdem wurde der seit Direktkandidat der SPD, Kai Dolgner, der dem Landtag seit 2009 angehört, über die Landesliste seiner Partei in den Landtag gewählt.

## Landtagswahl 2017
Zur Landtagswahl am  7. Mai 2017 waren 66.451 Bürger wahlberechtigt. Insgesamt gaben 42.543 (64,0 %) ihre Stimme ab.
| Direktkandidat    | Partei       | Erststimme (gesamt) | Erststimme (in %) | Zweitstimme (gesamt) | Zweitstimme (in %) |
| ----------------- | ------------ | ------------------- | ----------------- | -------------------- | ------------------ |
| Hans Hinrich Neve | CDU          | 16.774              | 40,0              | 14.510               | 34,4               |
| Kai Dolgner       | SPD          | 13.500              | 32,2              | 11.621               | 27,6               |
| Marret Bohn       | GRÜNE        | 3.456               | 8,2               | 4.968                | 11,8               |
| Henry Deising     | FDP          | 1.495               | 3,7               | 4.063                | 9,6                |
| Sven Bielawa      | PIRATEN      | 625                 | 1,5               | 544                  | 1,3                |
| Andreas Vollstedt | SSW          | 1.648               | 3,9               | 1.808                | 4,3                |
| Volker Lindenau   | LINKE        | 1.236               | 2,9               | 1.329                | 3,2                |
| -                 | FAMILIE      | -                   | -                 | 262                  | 0,6                |
| Arne-Olaf Jöhnk   | FREIE WÄHLER | 286                 | 0,7               | 189                  | 0,5                |
| Frank Legrum      | AfD          | 2.117               | 5,0               | 2.406                | 5,7                |
| Rolf Stypmann     | LKR          | 77                  | 0,2               | 72                   | 0,2                |
| –                 | Die PARTEI   | –                   | –                 | 229                  | 0,5                |
| –                 | Z.SH         | –                   | –                 | 116                  | 0,3                |

Neben dem Wahlkreisabgeordneten Hans-Hinrich Neve (CDU), der den Wahlkreis seit 2009 vertritt, wurden die Direktkandidaten der SPD, Kai Dolgner, und der Grünen, Merret Bohn, über die Landeslisten ihrer Partei in den Landtag gewählt.

## Landtagswahl 2012
Zur Landtagswahl am  6. Mai 2012 waren 69.233 Bürger wahlberechtigt. Insgesamt gaben 40.364 (59,5 %) ihre Stimme ab.
| Direktkandidat      | Partei       | Erststimme (gesamt) | Erststimme (in %) | Zweitstimme (gesamt) | Zweitstimme (in %) |
| ------------------- | ------------ | ------------------- | ----------------- | -------------------- | ------------------ |
| Hans Hinrich Neve   | CDU          | 15.951              | 39,5              | 13.769               | 33,9               |
| Kai Dolgner         | SPD          | 13.503              | 33,5              | 11.919               | 29,4               |
| Stefan Joachim Dohm | FDP          | 1.495               | 3,7               | 3.111                | 7,7                |
| Marret Bohn         | GRÜNE        | 3.501               | 8,7               | 4.416                | 10,9               |
| Stefan Sommermeier  | LINKE        | 822                 | 2,0               | 851                  | 2,1                |
| Hartmut Steins      | SSW          | 1.748               | 4,3               | 2.271                | 5,6                |
| Torge Schmidt       | PIRATEN      | 3.129               | 7,8               | 3.329                | 8,2                |
| -                   | FREIE WÄHLER | -                   | -                 | 189                  | 0,5                |
| -                   | NPD          | -                   | -                 | 258                  | 0,6                |
| -                   | FAMILIE      | -                   | -                 | 411                  | 1,0                |
| -                   | MUD          | -                   | -                 | 34                   | 0,1                |
| Holger Thiesen      | Die PARTEI   | 215                 | 0,5 %             | -                    | -                  |

Neben dem Wahlkreisabgeordneten Hans-Hinrich Neve (CDU), der den Wahlkreis seit 2009 vertritt, wurden die Direktkandidaten der SPD, Kai Dolgner, der Grünen, Merret Bohn, und der Piraten, Torge Schmidt, über die Landeslisten ihrer Partei in den Landtag gewählt.

## Landtagswahl 2009
Zur Landtagswahl am  27. September 2009 waren 48.181 Bürger wahlberechtigt. Insgesamt gaben 33.784 (70,1 %) ihre Stimme ab.
| Direktkandidat    | Partei         | Erststimmen in % | Zweitstimmen in % |
| ----------------- | -------------- | ---------------- | ----------------- |
| Hans Hinrich Neve | CDU            | 36,4             | 31,6              |
| Kai Dolgner       | SPD            | 30,4             | 27,4              |
| Wilhelm Eggert    | FDP            | 9,3              | 13,6              |
| Klaus Schaffner   | GRÜNE          | 8,3              | 9,9               |
| Hartmut Steins    | SSW            | 5,8              | 6,4               |
| Volker Lindenau   | LINKE          | 5,1              | 5,8               |
| Torge Schmidt     | PIRATEN        | 1,8              | 1,9               |
| -                 | NPD            | -                | 0,9               |
| Alfred Zellfelder | FW-SH          | 0,7              | 0,6               |
| Peter Bing        | RENTNER        | 0,8              | 1,0               |
| -                 | FAMILIE        | -                | 0,7               |
| -                 | RRP            | -                | 0,1               |
| -                 | IPD            | -                | 0,0               |
| Holger Thiesen    | Einzelbewerber | 1,1              | -                 |
| Torben Franke     | Einzelbewerber | 0,2              | -                 |

Neben dem erstmals gewählten Wahlkreisabgeordneten Hans-Hinrich Neve, der den Wahlkreis erstmals seit 1975 für die CDU gewinnen konnte, wurde der Direktkandidat der SPD, Kai Dolgner, in den Landtag gewählt.

## Landtagswahl 2005
Die Landtagswahl 2005 ergab folgende Ergebnisse:
| Gegenstand der Nachweisung | Gegenstand der Nachweisung | Erst- stimmen | Erst- stimmen | Zweit- stimmen | Zweit- stimmen |
| Bewerber                   | Partei                     | Anzahl        | %             | Anzahl         | %              |
| -------------------------- | -------------------------- | ------------- | ------------- | -------------- | -------------- |
| Wahlberechtigte            | Wahlberechtigte            | 48.099        | 48.099        | 48.099         | 48.099         |
| Wähler                     | Wähler                     | 31.269        | 31.269        | 31.269         | 31.269         |
| Ungültige Stimmen          | Ungültige Stimmen          | 839           | 2,7           | 437            | 1,4            |
| Gültige Stimmen            | Gültige Stimmen            | 30.430        | 97,3          | 30.832         | 98,6           |
| davon                      |                            |               |               |                |                |
| Günter Neugebauer          | SPD                        | 12.769        | 42,0          | 12.740         | 41,3           |
| ?                          | CDU                        | 12.053        | 39,6          | 11.801         | 38,3           |
| ?                          | FDP                        | 2.078         | 6,8           | 1.843          | 6,0            |
| ?                          | GRÜNE                      | 1.127         | 3,7           | 1.357          | 4,4            |
| ?                          | SSW                        | 1.837         | 6,0           | 1.598          | 5,2            |
| –                          | NPD                        | –             | –             | 652            | 2,1            |
| –                          | FAMILIE                    | –             | –             | 275            | 0,9            |
| ?                          | Übrige                     | 566           | 1,9           | 566            | 1,8            |

Der seit 1979 amtierende Wahlkreisabgeordnete Günter Neugebauer (SPD) gewann den Wahlkreis zum achten Mal in Folge.

## Bisherige Abgeordnete
Direkt gewählte Abgeordnete des Wahlkreises Lübeck-West waren:
| Jahr | Direktkandidat    | Partei | Erststimmen in % |
| ---- | ----------------- | ------ | ---------------- |
| 2022 | Rixa Kleinschmit  | CDU    | 44,9             |
| 2017 | Hans Hinrich Neve | CDU    | 40,0             |
| 2012 | Hans Hinrich Neve | CDU    | 39,5             |
| 2009 | Hans Hinrich Neve | CDU    | 36,4             |
| 2005 | Günter Neugebauer | SPD    | 42,0             |
| 2000 | Günter Neugebauer | SPD    | 49,8             |
| 1996 | Günter Neugebauer | SPD    | 43,8             |
| 1992 | Günter Neugebauer | SPD    | 51,0             |
| 1988 | Günter Neugebauer | SPD    | 61,3             |
| 1987 | Günter Neugebauer | SPD    | 52,0             |
| 1983 | Günter Neugebauer | SPD    |                  |
| 1979 | Günter Neugebauer | SPD    | 45,7             |
| 1975 | Otto Bernhardt    | CDU    | 45,5             |
| 1971 | Otto Bernhardt    | CDU    | 48,4             |